# Idiocera brookmani
Idiocera brookmani là một loài ruồi trong họ Limoniidae. Chúng phân bố ở miền Tân bắc.